# Igreja Paroquial de Nossa Senhora da Graça do Divor
A Igreja Paroquial de Nossa Senhora da Graça do Divor, também conhecida por Igreja de Nossa Senhora da Graça, é um monumento religioso da primeira metade do século XII situado na freguesia de Nossa Senhora da Graça do Divor, município de Évora. Foi construida por cima de outra igreja que já existia em 1536 (não se sabendo a data da sua construção).
Com um pórtico de mármore notável pelas linhas maneiristas, alberga também um dos mais ricos conjuntos de azulejaria seiscentista do Concelho de Évora.

## Categoria de proteção
Desde 2014 a Igreja de Nossa Senhora da Graça do Divor está classificada como Monumento de Interesse Público.

## Localização e acessos
Pela EN370, entre Évora e Arraiolos, a cerca de 12 km de Évora.